# Luciano Tajoli
Luciano Tajoli (n. 17 aprilie 1920, Milano, Regatul Italiei – d. 3 august 1996, Merate, Lombardia, Italia) a fost un cântăreț italian.